# ماريوس كريستنسن
ماريوس كريستنسن هو رياضي خماسي دنماركي، ولد في 20 نوفمبر 1889 في فايله في الدنمارك، وتوفي في 31 أكتوبر 1964 في Ringsted ‏ في الدنمارك.

## وصلات خارجية
- ماريوس كريستنسن على موقع أوليمبيديا (الإنجليزية)